# Arnaldo Bernacchini
Arnaldo Bernacchini (1941. október 6. –) olasz rali-navigátor.

## Pályafutása
1973 és 1997 között összesen huszonnyolc világbajnoki versenyen navigált.
Raffaele Pinto navigátoraként egy futamgyőzelmet szerzett a világbajnokságon; kettősük 1974-ben megnyerte a portugál versenyt. 
Pályafutása alatt olyan neves versenyzőkkel dolgozott együtt, mint Attilio Bettega és Sandro Munari.

### Rali-világbajnoki győzelem
| #  | Dátum               | Rali          | Versenyző      | Autó                   | Összefoglaló |
| -- | ------------------- | ------------- | -------------- | ---------------------- | ------------ |
| 1. | 1974. március 20-23 | portugál rali | Raffaele Pinto | Fiat Abarth 124 Rallye | Összefoglaló |

## Külső hivatkozások
- Profilja a rallybase.nl honlapon